# Godefroi de Leigni
Godefroi de Leigni foi um escrivão associado a Chrétien de Troyes durante o século XII, presumidamente na corte de Marie de Champagne. Ele finalizou um romance de Chrétien, Lancelote, o Cavaleiro da Carreta depois de Chrétien tê-lo abandonado por razões desconhecidas.